# شروخ يقوه تغوج
شروخ يقوه تغوج أمير شركسي مجاهد وزعيم كبير مقاتل من نبلاء وأعيان منطقة الناتخوادج في شمال غرب القفقاس. يروي عنه الكاتب البريطاني جيمس بل " إنّه هجم ورفيقه الزعيم المقاتل جانبولات من نبلاء الناتخوادج أيضا، على قوة روسية تتكون من 500 جندي، وألقيا الرعب في صفوف هذه القوات مكبّدين إياها خسائر فادحة، واستطاعا العودة ظافرين من غارتهما العسكرية تلك. 
شارك الأمير شروخ الزعماء الشراكسة الآخرين، أمثال الحاج قازبيـك ( غوزبك ) أسد شركيسيا، وحاوتوقة منصور في مهاجمة القلاع الروسية على البحر الأسود في 12 شباط 1840م فاحتلوا قلعة واية، ثم حصن طوابسه، ثم قلعة شابيس والتي تكبدوا في احتلالها 350 شهيدا شركسيا بأذنه تعالى، نتيجة لنسف الروس للقلعه وانفجار مستودع البارود فيها، الا انهم استطاعوا أسر 500 جندي روسي وقتل المئات منهم وغنموا الكثير من المعدات. ثم هاجموا قلعة آبين حيث كانت حاميتها مكونه من حوالي 3 آلاف جندي بمعدات متطورة ومدافع كثيرة، فاحتلوها وغنموا 200 مدفع روسي وأسروا الكثيرين منهم كما قتلوا المئات من الجنود الروس.
وفي الحرب المعروفة بحرب ( بشات )، خرج الروس من القاعدة الحربية الروسية المعروفة باسم ( بشات ) بجيش يتكون من 18 ألف جندي وحاولوا التقدم في وادي ( بشات ) واختراق خط الدفاع الشركسي، ولكنهم لم يستطيعوا تحقيق أهدافهم التوسعية في التوغل والاستيلاء على مواقع شركسية جديدة، فارتدّوا إلى قاعدتهم خائبين، نتيجة لاستبسال القوات الشركسية في الدفاع عن أرض وطنهم، وبفضل القيادة الحكيمة التي أنعم الله بها عليهم والمتمثّلة بالأمير شرو خ يقوة تغوج والأمير جانبولات وحاوتوقة منصور وغيرهم من الزعماء المجاهدين الأبطال.